# Vàtslav Nijinski

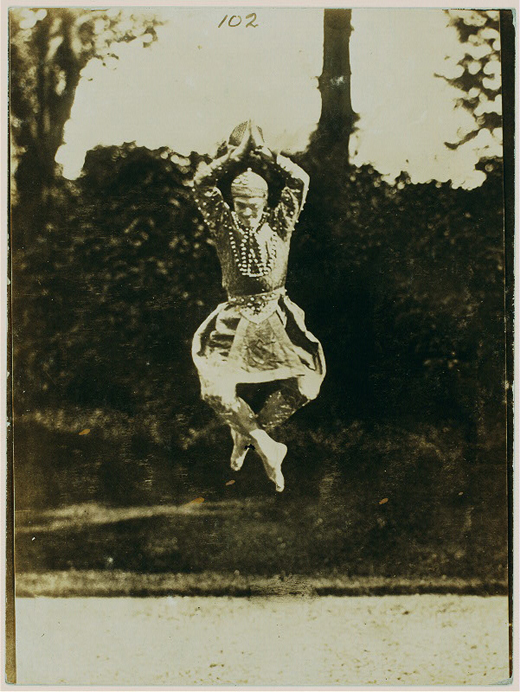
Nijinski el 1910 a Les orientales, que Mikhaïl Fokine va coreografiar expressament per a ell.

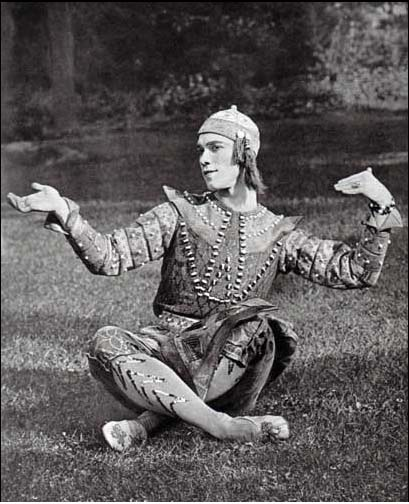
Nijinski en una altra escena de Les orientales

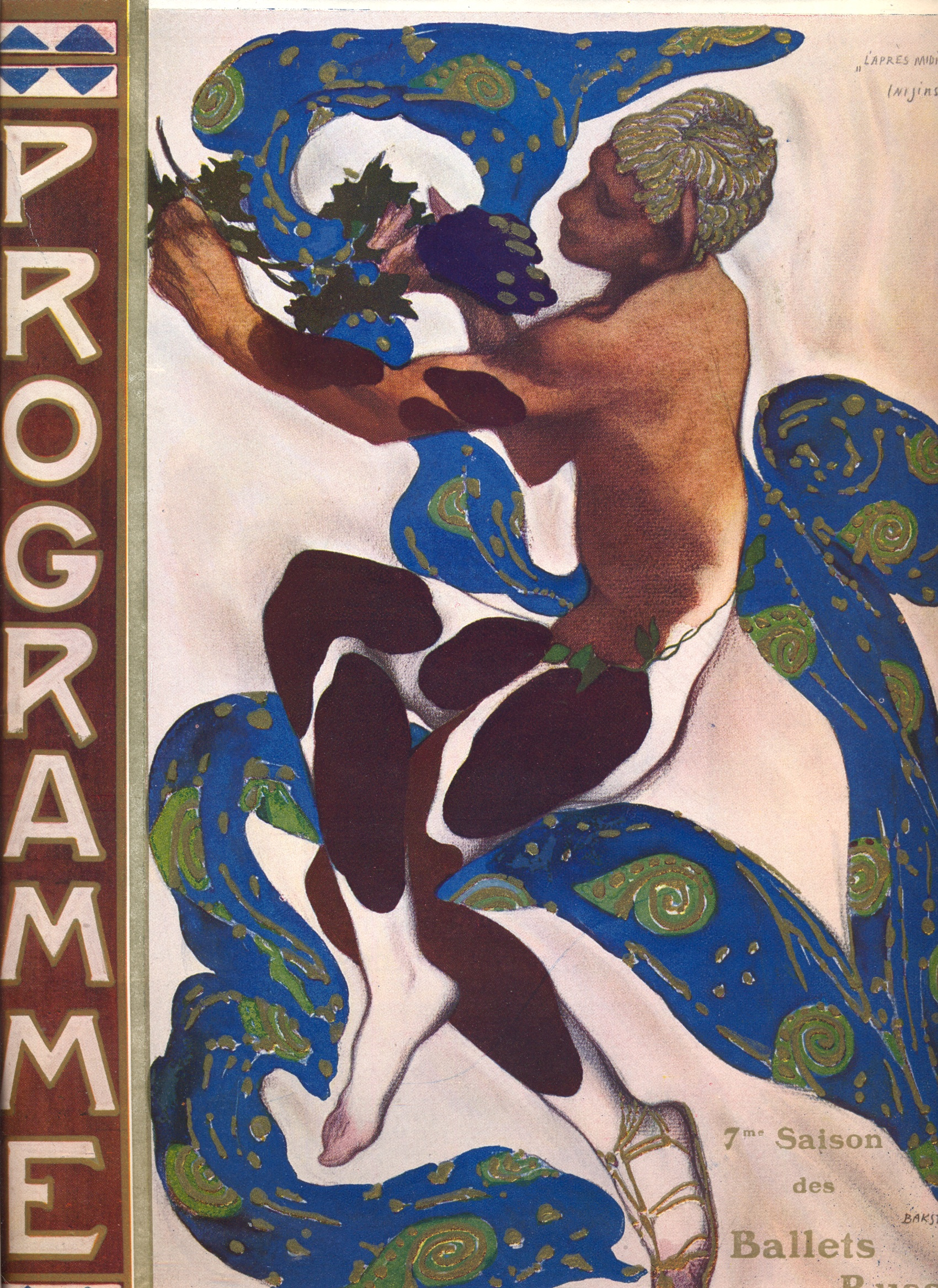
Nijinski pintat per Leon Bakst

Vàtslav Fomitx Nijinski (Kíev, 12 de març de 1890 - Londres, 8 d'abril de 1950); en rus Вацлав Фомич Нижинский, i en polonès Wacław Niżyński; fou un ballarí i coreògraf d'origen polonès. Va debutar com a ballarí de dansa clàssica al Ballet Imperial, amb divuit anys, i va ser el primer ballarí absolut de la companyia dels Ballets Russos, que va revolucionar el ballet amb les seves coreografies. Els seus salts prodigiosos i el seu estil depurat foren l'admiració del seu temps. És considerat el pare de la dansa moderna.
El 1917 actuà a Barcelona, després d'un incident amb l'empresari propietari dels Ballets Russes, Serguei Diàghilev. Per aquest incident, que al final comportà la seva separació de la companyia, Nijinski demanà la intervenció, com a advocat, de Francesc Cambó.

## Biografia

### Infantesa
Els seus pares, Thomas i Eleonora, li van transmetre la seva passió per la dansa, ja que tots dos exercien aquesta disciplina. Nijinski tenia un germà gran, Stanislas, amb lesions neurològiques greus com a conseqüència, es creu, d'una caiguda d'infant, i una germana més petita, Bronislava, que es dedicaria també a la coreografia. Stanislas havia de morir el 1918 en un manicomi. Bronislava no patí, en tota la seva vida, cap trastorn mental. Vàtslav aviat demostrà qualitats per a la dansa, i els seus pares el van matricular a l'Acadèmia Imperial de Dansa, a Sant Petersburg. Les seves qualitats per a la dansa, innates, no van passar desapercebudes als seus professors.
Nijinski, ja de petit, tenia un caràcter i unes conductes estranyes, que feien pensar als metges de l'època que patia alguna deficiència o mal neurològic, com el seu germà Stanislas. Nijinski era extremament tímid, amb pors i angoixes heretades de la mare, i tenia un baixíssim rendiment escolar, fruit d'una educació acadèmica deficient, ja que als pares els interessava més que treballés el seu talent artístic. També tenia dificultats per a parlar en públic i un vocabulari deficient, cosa que feia pensar sovint, a qui el coneixia, que era retardat. Anys més tard, la malaltia que incubava Nijinski s'havia de mostrar com el que era, esquizofrènia, relacionada amb traumes psicològics de la infantesa. Cal assenyalar que la mare de Nijinski exercí sobre el seu fill una gran sobreprotecció i una dependència malaltissa, en ser abandonada pel pare del ballarí, Thomas Nijinski, home violent i dotat d'una gran força física. La mare de Nijinski ja arrossegava un bon feix de problemes psicològics—el seu pare s'havia suïcidat en no poder superar uns deutes, i la seva mare s'havia deixat morir d'inanició. És potser aquesta la raó per la qual convertí la seva petita família en un nucli tancat, en què tots estaven extremament units. El fet que el marit l'abandonés, feu créixer encara més en ella aquesta por extrema a l'abandonament.
Vàtslav heretà el vigor físic del pare i, com aquest, era capaç de fer uns salts a l'escenari extraordinaris. Nijinski presentava, però, un aspecte estrany, ja que, en créixer, el seu físic s'anava fent portentós, en contrast amb un caràcter extremament sensible, angoixat, hipocondríac i massa introvertit per a mantenir una conversa normal amb fluïdesa. Pràcticament només es relacionava amb la seva família, per la qual tenia un amor extrem.
A l'Acadèmia progressà ràpidament. Fou alumne de grans ballarins, com Lehova, Cechetti o Obuhova. La seva tècnica era extraordinàriament depurada, i destacava pels seus salts a l'aire (jetés, ballonés, etc.), que feien la sensació que volava, per semblar com si es desplacés sense tocar a terra, per l'expressivitat del cos i pels gestos gràcils i harmoniosos.

### Vida professional
Debutà el 1907, essent encara estudiant, amb el ballet Don Juan. Aquests dies patia crisis d'angoixa, provocats perquè, amb l'abandonament de la família per part del pare, Nijinski s'havia convertit en el cap de família i del seu talent en depenien la sobreprotectora mare, la germana petita i el germà malalt. Passaren verdaderes dificultats econòmiques, i la pobresa es convertí per a ell, des d'aleshores, en un motiu d'angoixa permanent. L'atemoria de pensar que als seus els pogués arribar a faltar res. Participà també, aquest mateix any, en els ballets La fôret enchantée i Le pavillon d'Armide, que ballà juntament amb Anna Pàvlova. El 1908 obtigué la titulació oficial de l'Acadèmia, i en l'examen va ballar-hi un brillantíssim pas à deux amb la ballarina professional Ludmila Schollar. El talent de Nijinski es feu notar, i la ballarina estrella del Teatre Imperial, Kchessinskaia, el contractà com a ballarí especial de la seva companyia. En aquest moment, la seva carrera esdevingué imparable. Triomfà en el Teatre Imperial, i començà de ballar també a París, ja que la seva fama s'anava estenent a escala mundial. El 1911, però, fou despatxat per haver representat una coreografia massa atrevida davant la Tsarina Alexandra.
Nijinski no era tan sols un brillantíssim executant de ballet sinó també un coreògraf innovador i, en certa manera, transgressor, i és considerat avui un dels precursors o primers pioners de la dansa contemporània. Després del seu acomiadament, Serguei Diàguilev se l'endugué a París. Diàguilev era el director d'una nova Companyia de Ballet Rus que s'havia establert a París. Nijinski el detestava, però per l'angoixa que li produïa haver de mantenir la mare i el germà acceptà de treballar amb ell. Inicià amb Diàguilev una estranya relació, sexualment ambigua, amb domini de Diàguilev sobre Nijinski. Diàguilev abusà sovint del poder que tenia damunt seu, en dependre'n Nijinski per la feina---pel manteniment de la seva família---tot i que Diàghilev no li pagava pas un sou elevat. La sort de la seva família obsessionava el ballarí, i l'angoixava profundament que la seva mare i els seus germans poguessin passar necessitat. Nijinski, propens a relacions de dependència malaltissa com la que tenia amb la mare, accedí fins i tot a conviure amb Diàguilev i suportar la posició i actitud de superioritat d'aquest.
En el Ballet Rus de París, Nijinski, malgrat els seus problemes amb Diàguilev, treballà amb total llibertat creativa, per bé que els entesos en dansa es dividien davant el seu art. Els uns trobaven les seves coreografies i el seu estil de ball avantguardistes i una esperança per al ballet; els altres, en canvi, trobaven el seu ball obscè i un insult a aquest art. Nijinski sorprengué amb les seves interpretacions de l'esclau negre de Shcherezade, de l'Arlequí de Carnaval i amb els seus increïbles salts a L'espectre de la rosa. Creà la coreografia de L'aprés-midi d'un faune (La migdiada d'un faune), a partir de la partitura de Claude Debussy, la qual el 1912 commocionà el públic per innovadora i atrevida. Avui dia encara es representa amb la coreografia original de Nijinski. També va crear, amb la música de Debussy, el ballet Jeux. Aquesta coreografia generà una fortíssima controvèrsia, en representar un triangle amorós. Detractors i admiradors de Nijinski iniciaren una guerra verbal de defensa o atac al ballarí. Aquestes innovacions l'havien de convertir, juntament amb Anna Pàvlova, en el pare de la dansa moderna. Mentrestant, però, la malaltia mental creixia, i Nijinski tenia comportaments estranys cada cop més sovint. La seva relació amb Diàguilev li empitjorava l'estat mental, i es debatia entre alliberar-se de la tirania o sotmetre's per continuar mantenint la seva família.
Ja consagrat com un dels més grans ballarins de tots el temps, Nijinski inicià una gira per Amèrica el 1913. Es casà, a Buenos Aires, aquell mateix any, amb una ballarina de la companyia, la comtessa hongaresa Romola de Pulszky, que romandria al seu costat fins a la fi dels seus dies, i amb qui tindria dues filles, Kyra i Tamara. Malauradament, Kyra heretaria els trastorns mentals que perseguien els Nijinski. Serguei Diàguilev, en saber-ho, els acomiadà tots dos. El matrimoni viatjà a Londres, on Nijinski formà una companyia i inicià una gira europea. L'experiència no prosperà i la Primera Guerra Mundial els sorprengué a Àustria. Per la seva condició de rus, el ballarí fou confinat, primer a Budapest i després a Viena, en camps de presoners. El confinament agreujà el seu deteriorament mental. Gràcies a unes hàbils gestions diplomàtiques, en què van intervenir-hi els reis d'Espanya, el Papa Benet XV, la reina Alexandra d'Anglaterra, Serguei Diàguilev i, finalment, la mateixa família imperial austro-hongaresa, Nijinski fou alliberat el 1916. Viatjà a Nova York, acompanyat de la seva dona i la filla gran, i actuà en aquesta ciutat, altra vegada amb Diàguilev.

### El final. La malaltia
El 1918 la seva carrera s'acabà a causa d'un brot agut d'esquizofrènia, que el dugué a un estat de catatonia de què mai s'arribaria a recuperar. La mania persecutòria també l'havia de turmentar. El brot coincidí, el mateix any, amb la mort del seu germà Stanislas en un manicomi. Actuà encara en alguns països europeus, Espanya inclosa, però en arribar a Suïssa el seu deteriorament era tal que va haver de ser internat en un sanatori de Zúric.
Malgrat la seva malaltia, Nijinski intentà continuar treballant en coreografies, ja que estimava profundament la seva professió, però no pogué. En pujar en un escenari, es bloquejava totalment. Ja no tornà a actuar, i va anar essent ingressat en diferents institucions, al llarg dels anys que li quedaren de vida, quan la seva malaltia presentava brots greus.
Nijinski va escriure, durant el primer brot, uns diaris on relatava sincerament els seus sentiments, pensaments, pors i manies, tot un testimoni del seu delicadíssim estat mental i del seu sofriment. Van ser escrits febrilment, en sortir del quadre catatònic, entre el 19 de Gener i el 19 de març de 1919, a Saint-Moritz. Els acabà just abans del seu primer internament a Zúric. Nijinski els amagà durant molt de temps, per por que la seva dona no impedís que es publiquessin. El ballarí volia fer pública la seva malaltia i explicar al món el que li passava. Romola Nijinski els publicà el 1934, però en la primera edició decidí de retallar-ne els passatges més escabrosos. Anys més tard, les filles de Nijinski publicaren els diaris en la seva versió completa. Finalment, morí en un sanatori de Londres, el 1950, a l'edat de seixanta-un anys.

## Llegat de Nijinski a la dansa

### Tècnica i estil
Les interpretacions de Nijinski, que sorprenien a tots els amants del ballet, es van convertir de seguida en model a seguir. L'execució del seu ball era tècnicament perfecta i extremament difícil d'imitar per la gràcia innata i el gran vigor físic que requeria. Els seus salts a l'aire feien la sensació que volava, semblava que es desplacés de manera senzilla i natural sense tocar a terra, alhora que els seus gestos eren harmoniosos i elegants, i destacava per l'expressivitat del cos. El seu estil revolucionà els cercles de dansa de París.
El seu talent era tal que mentre treballà al Teatre Mariïnski, el coreògraf Michel Fokine creà expressament per a ell onze dels seus setze ballets: Le Pavillon d'Armide, Shchérezade, Cléopâtre, Les Sylphides, Carnaval, Les Orientales, Narcisse, Daphnis et Chloé, Le dieu bleu, L'espectre de la rose i Petrouschka. Nijinski es feu també llegendari en el paper de Príncep Albrech a Giselle.

### Coreografies pròpies
La carrera com a coreògraf de Nijinski va ser malauradament molt curta, però els seus treball i talent per a expressar físicament la música i imaginar coreografies convertiren els seus quatre ballets en peces clàssiques. Nijinski, que a la companyia Ballets Russes de Diàguilev era l'estrella absoluta, gaudí d'una total llibertat de creació en el disseny de les seves coreografies, que no han estat superades i avui dia encara es representen tal com ell les va crear. Són les següents:
- L'après-midi d'un faune (música de Debussy, 1912) revolucionà el món del ballet per la gosadia dels moviments del seu cos, que alguns puritans qualificaren d'obscens, i per l'avantguardista coreografia. Va dividir l'opinió dels crítics i provocà aferrissades discussions de defensa o desqualificació del seu art.
- Jeux (música de Debusy, 1913) escandalitzà pel seu tema de triangle amorós. Mai abans s'havia fet un ballet basat en una història semblant. A més, va gosar a ballar amb sabatilles de puntes, cosa fins aleshores restringida a les dones, amb l'escàndol consegüent dels puristes de la dansa clàssica.
- Le Sacre du printemps (música de Stravinski, 1913), representant la trista història d'una ballarina que mor exhausta en no poder deixar de ballar, també causà sensació pel seu tema gens romàntic i, un cop més, per una coreografia innovadora, que el compositor Stravinski no va saber comprendre.
- Till Eulenspiegel (música de Richard Strauss, 1913)

Les tres primeres van suposar un revulsiu en el món artístic. Per aquest motiu i pel seu estil innovador, Nijinski, a la seva època, no sempre va ser comprès per tothom, en especial pels més conservadors.

## Influència en la cultura
A més de la dansa, la vida i l'obra de Nijinski han inspirat pintures, escultures, poemes i pel·lícules de cinema. També és citat en nombroses novel·les, com per exemple Lolita, de Vladímir Nabókov.
S'han fet tres pel·lícules basades en la seva vida: Nijinsky (1980), de Herbert Ross; The Diaries of Vaslav Nijinsky (2001), de Paul Cox; i Nijinsky 1912 (2008), de Christian Comte.
En l'esport també ha tingut influències: Tribute to Vaslav Nijinsky és el nom del programa que li va donar la medalla d'or als Jocs Olímpics d'Hivern celebrats a Torí el 2006 a Ievgueni Pliúixtxenko, a la categoria masculina individual de patinatge artístic sobre gel i recentment recuperat per a la temporada 2010.